# Censimento dell'Unione Sovietica del 1970
Il censimento dell'Unione Sovietica del 1970 fu il settimo censimento condotto in Unione Sovietica. Organizzato dalla Goskomstat, si tenne nel gennaio 1970, undici anni dopo il precedente. Determinò che la popolazione residente era composta da 241.720.134 persone, con un aumento del 15% dalla rilevazione precedente.
I dati registrarono che l'etnia russa era ancora la maggioranza della popolazione nazionale (53%), che gli ebrei erano in calo del 5% e che i praticanti di fede musulmana erano in forte crescita, grazie ad un alto tasso di natalità.